# دورة فرنسا المفتوحة 1982
قائمة بطولات دورة رولان غاروس لعام 1982:

## الكبار

### فردي رجال
ماتس ويلندر هزم  غواليرمو فيلاس، النتيجة:1-6, 7-6, 6-0, 6-4

### فردي سيدات
مارتينا نافراتيلوفا هزمت  أندريه جايغير، النتيجة:7-6, 6-1

### زوجي رجال
شيروود ستيوارت و فيردي تايجان هزما  هانس غيلدميستر و بيلوس براجوكس، النتيجة:7-5, 6-3, 1-1 (انسحب)

### زوجي سيدات
مارتينا نافراتيلوفا و أن سميث روزماري هزمتا  روزاري كاسالس و ويند تورنبول، النتيجة:6-3, 6-4

### زوجي مختلط
ويندي تورنبول و جون للويد هزما  كلاوديا مونتيرو و كاسيو موتا، النتيجة:6-2, 7-6